# Dunhuang-Museum

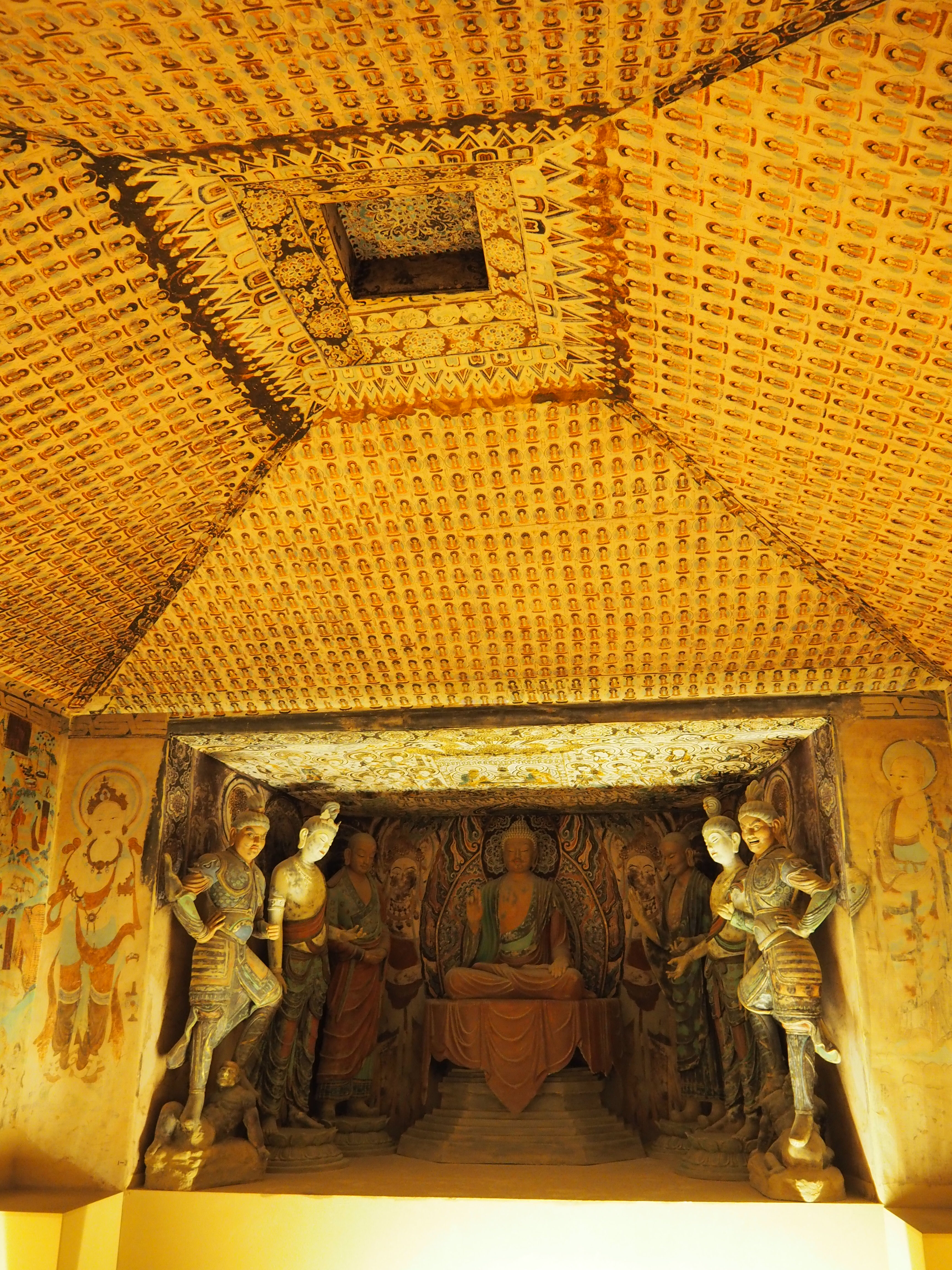
Rekonstruktion einer der Mogao-Höhlen

Das Dunhuang-Museum (敦煌市博物馆,  Dunhuang Shi bowuguan; Stadtmuseum von Dunhuang) ist ein Museum in der Stadt Dunhuang in der bezirksfreien Stadt Jiuquan, Gansu, China. Das Dunhuang-Museum wurde Jahr 1979 gegründet.
Es enthält eine Reihe von chinesischen und tibetischen Ausstellungsstücken, darunter zahlreiche kulturelle Relikte.
Neuerdings gab das Museum die Gansu-Sammlung der tibetischen Literatur von Dunhuang (Gansu cang Dunhuang Zangwen wenxian 甘肃藏敦煌藏文文献) in zahlreichen Bänden mit heraus.
Die nahegelegenen Mogao-Grotten mit der alten tibetischen Literatur waren vom Briten Aurel Stein (1905) und dem Franzosen Paul Pelliot (1908) zur Hälfte geplündert worden, der Rest wurde über verschiedene Museen in Gansu verstreut.